# Silurianer-Hypothese
Die Silurianer-Hypothese ist ein Gedankenexperiment, bei dem die Fähigkeit der modernen Wissenschaft bewertet wird, Beweise für eine frühere, vielleicht mehrere Millionen Jahre zurückliegende Hochkultur zu finden.

## Erklärung
Die Idee wurde 2018 in einem Paper von Adam Frank, Astrophysiker an der University of Rochester, und Gavin Schmidt, Direktor des Goddard Institute for Space Studies, vorgestellt. Frank und Schmidt stellten sich eine fortschrittliche Zivilisation vor den Menschen vor und überlegten, ob es „möglich wäre, eine industrielle Zivilisation in den geologischen Aufzeichnungen nachzuweisen“. Sie argumentieren, dass es bereits im Karbon (vor ~350 Millionen Jahren) „genügend fossilen Kohlenstoff gab, um eine mit unserer vergleichbare industrielle Zivilisation zu betreiben“. Sie schreiben jedoch auch: „Während wir stark bezweifeln, dass eine frühere industrielle Zivilisation vor unserer eigenen existierte, ermöglicht das formale Stellen der Frage, wie explizite Beweise für eine solche Zivilisation aussehen könnten, ihre eigenen nützlichen Fragen aufzuwerfen, die sowohl mit der Astrobiologie als auch mit Anthropozän-Studien zusammenhängen.“ Der Begriff „Silurianer-Hypothese“ wurde von der fiktiven Spezies der Silurianer aus der britischen Fernsehserie Doctor Who inspiriert.
Da Fossilisation relativ selten ist und nur ein kleiner Teil der Erdoberfläche aus der Zeit vor dem Quartär (vor ca. 2,5 Millionen Jahren) stammt, ist die Wahrscheinlichkeit laut Frank und Schmidt gering, direkte Beweise wie z. B. technologische Artefakte für eine solche Zivilisation zu finden. Nach einer großen Zeitspanne, so schlussfolgerten die Forscher, wäre es wahrscheinlicher, dass heutige Menschen indirekte Beweise finden, wie z. B. rasche Temperatur- oder Klimaveränderungen (wie sie während des Paläozän/Eozän-Temperaturmaximum vor ~55 Millionen Jahren auftraten); Beweise für die Erschließung geothermischer Energiequellen; oder Anomalien in den Sedimenten, wie z. B. ihre chemische Zusammensetzung (z. B. Hinweise auf Kunstdünger) oder Isotopenverhältnisse (z. B. gibt es außerhalb einer Supernova kein natürlich vorkommendes Plutonium-244, so dass der Nachweis dieses Isotops auf eine technologisch fortgeschrittene Zivilisation hinweisen könnte). Zu den Objekten, die auf mögliche Hinweise auf vergangene Zivilisationen hindeuten könnten, gehören Plastik und Rückstände von radioaktivem Abfall, die tief unter der Erde oder auf dem Meeresboden vergraben sind.
Frank und Schmidt mutmaßen, dass eine solche Zivilisation in den Weltraum vorgedrungen sein könnte und Artefakte auf anderen Himmelskörpern wie dem Mond und dem Mars hinterlassen hat. Beweise für Artefakte auf diesen beiden Welten wären leichter zu finden als auf der Erde, wo Erosion und tektonische Aktivitäten vieles davon auslöschen würden.
Frank wandte sich zuerst an Schmidt, um darüber zu diskutieren, wie man außerirdische Zivilisationen anhand ihrer möglichen Auswirkungen auf das Klima durch die Untersuchung von Eisbohrkernen und Baumringen aufspüren könnte. Beide erkannten, dass die Hypothese erweitert und auf die Erde und die Menschheit angewandt werden könnte, da die Menschen in ihrer heutigen Form erst seit 300 000 Jahren existieren und erst seit einigen Jahrhunderten über hochentwickelte Technologien verfügen.

## In der Popkultur
Frank und Schmidt zitieren den Roman Inherit the Stars von James P. Hogan (1977, Balantine Books), der eine ähnliche Hypothese enthält, sagen aber auch, dass sie überrascht waren, wie selten das Konzept in der Science Fiction behandelt wurde.
Im Land der Saurier war eine US-amerikanische Fernsehserie aus den 1970er Jahren, in der eine humanoide Reptilienspezies, die Sleestaks, im Niedergang begriffen ist, nachdem ihre Industriegesellschaft die Umwelt geschädigt hat. Später wurde sie als weitere Serie und im Film Die fast vergessene Welt neu aufgelegt.
Auch in der ebenfalls US-amerikanischen Serie Die Dinos geht es um vermenschlichte Dinosaurier, welche sich am Ende selbst auslöschen.
In Andre Norton The Time Traders (1958) und späteren Büchern der Reihe wurde die Idee erörtert, dass die meisten physischen Beweise für alte Hochkulturen auf der Erde in nur wenigen Jahrtausenden durch Gletscher, Vulkanausbrüche und Zerfall verschwinden könnten.
In der Star Trek: Raumschiff Voyager-Episode Distant Origin („Herkunft aus der Ferne“) trifft die Crew auf die Voth, eine raumfahrende Rasse, die sich auf der Erde aus Hadrosauriern entwickelt haben könnte. Als er diese Theorie mit einem Voth-Wissenschaftler diskutiert, spekuliert Chakotay, dass sich ihre Vorfahren auf einem isolierten Kontinent entwickelten, der durch eine Katastrophe zerstört wurde, wobei alle Spuren unter Ozeanen oder kilometerdicken Gesteinsschichten begraben wurden.
In Doctor Who waren die Silurianer zu sehen, eine Reptilienrasse aus der Vergangenheit der Erde.
In dem Katastrophenfilm Moonfall (2022) entpuppt sich der Mond als Megastruktur einer friedlichen Zivilisation, welche vor Milliarden Jahren existierte.
Auch im Cthulhu-Mythos gibt es Hochkulturen vor der Menschheit wie z. B. die Schlangenmenschen.
In der Serie Darling in the Franxx lebte vor 60 Millionen Jahren die Spezies der Klaxo Sapiens auf der Erde. Durch einen Krieg mit den außerirdischen VIRM wurde sie fast vollständig ausgelöscht und zog sich ins Erdinnere zurück. Während des Krieges baute sie zur Verteidigung die Klaxosaurs, welche zum Zeitpunkt der Serienhandlung wieder zu Tage treten.
In der Science-Fiction-Serie Perry Rhodan entwickelte sich zwischen 197.067 v. Chr. und 56.400 v. Chr. das Volk der Lemurer, welches auch als die erste Menschheit bekannt war und den Planeten Terra (Erde) vor der heutigen Menschheit bewohnte. Im Jahre 49.985 v. Chr. wurde die Erde angesichts eines aussichtslosen galaktischen Krieges evakuiert. Die Menschen des Jahres 2404 stellten fest, dass sie die Nachkommen der nicht von der Erde evakuierten und der Degeneration anheimgefallenen Mitglieder der Ersten Menschheit waren.

## Videos
- Gab es eine Zivilisation vor uns auf der Erde? auf YouTube von Quarks: Dimension Ralph von und mit Ralph Caspers vom 21. März 2023, abgerufen am 17. März 2024
- Gab es Aliens in unserer Vergangenheit? auf YouTube von Dinge Erklärt – Kurzgesagt vom 6. März 2022, abgerufen am 17. März 2024
- Haben Aliens auf der Erde gelebt? auf YouTube von Terra X Lesch & Co. von und mit Harald Lesch vom 1. September 2021, abgerufen am 17. März 2024